# The Butcher Boy
The Butcher Boy es una película irlandesa de comedia negra de 1997 dirigida por Neil Jordan. La película se basó en la novela homónima de 1992 de Patrick McCabe, quien coescribió el guion con Jordan.
Ambientada a principios de la década de 1960, The Butcher Boy trata sobre Francie Brady (Eamonn Owens), un niño de 12 años que se retira a un violento mundo de fantasía para escapar de la realidad de su disfuncional familia; a medida que sus circunstancias empeoran, su cordura se deteriora y comienza a comportarse mal, con una brutalidad cada vez mayor. La película ganó el Oso de Plata a la mejor dirección en el 48.º Festival Internacional de Cine de Berlín en 1998 y una Mención Especial por el "asombroso protagonista" de Owens. También ganó el Premio de Cine Europeo al Mejor Director de Fotografía para Adrian Biddle.
The Butcher Boy fue también la última película producida por The Geffen Film Company y se estrenó antes de su cierre en 1998.

## Reparto
- Eamonn Owens como Francie Brady
- Stephen Rea como Benny Brady (Da) / Francie adulto
- Fiona Shaw como Sra. Nugent
- Andrew Fullerton como Phillip Nugent
- Aisling O'Sullivan como Annie Brady (Ma)
- Alan Boyle como Joe Purcell
- Seán McGinley como Sargento
- Ian Hart como Tío Alo
- Brendan Gleeson como Padre Bubbles
- Milo O'Shea como Father Sullivan
- Sinéad O'Connor como Virgen María / Colleen
- Gina Moxley como Mary
- John Kavanagh como Doctor Boyd
- Niall Buggy como Padre Dom

## Producción
Los derechos cinematográficos del libro fueron comprados por Neil Jordan en 1992 durante el rodaje de Entrevista con el vampiro. La adaptación es mayoritariamente fiel a la novela, pero hay algunas diferencias, siendo el principal cambio el final. En el libro, no se ve a Francie salir de prisión e intenta forjar una amistad con un recluso similar a la que tenía con Joe. En la película, Francie, mucho mayor, sale de prisión al final para ser llevado a un centro de rehabilitación. Escoge una campanilla de invierno, haciéndose eco del comienzo de la película.
Elegir al niño para que interpretara a Francie fue difícil. Sin experiencia previa en filmación, Eamonn Owens y Alan Boyle (quien interpretó al mejor amigo de Francie, Joe) fueron encontrados en la escuela local en Killeshandra en el Condado de Cavan, donde la asistente de casting Maureen Hughes fue a visitar a su tío. El hermano menor de Owens, Ciaran, también fue elegido. Jordan eligió a O'Connor porque "se parece a la Virgen María".

## Adaptación
El logro de Patrick McCabe con The Butcher Boy se consideró inalcanzable en una película. Durante el proceso de escritura del guion, McCabe escribió dos borradores que se desviaban de la novela original, como "planetas dentro de planetas dentro de planetas" según Jordan, en consecuencia, Jordan escribió el tercer borrador que era más fiel a la novela. Jordan eligió a McCabe para el papel del borracho de la ciudad Jimmy the Skite.
Jordan captura la enfermedad mental de Francie mediante el uso de voces en off donde el narrador adulto Francie habla con el niño Francie. Andrew O'Hehir de Salon Entertainment criticó a Jordan y McCabe por un "sabor ocasional a un especial extraescolar que ofrece lecciones didácticas sobre el abuso y la victimización" y por perder "la ambigüedad beckettiana de la novela". Sin embargo, sostiene que Jordan "aporta ternura y dulzura" al tema, que de otro modo sería implacable.

## Recepción

### Crítica
The Butcher Boy recibió reseñas generalmente positivas de parte de la crítica y de la audiencia. En el sitio web agregador de reseñas Rotten Tomatoes, la película posee una aprobación de 77%, basada en 61 reseñas, con una calificación de 7.5/10 y un consenso crítico que dice "Cómica y desgarradora a partes iguales, The Butcher Boy es una aleccionadora historia de abuso contada con un lirismo imaginativo que a la vez es inspirador y distraído". De parte de la audiencia tiene una aprobación de 82%, basada en más de 5000 votos, con una calificación de 3.9/5.
En el sitio IMDb los usuarios le asignaron una calificación de 7.1/10, sobre la base de más de más de 11 000 votos, mientras que en la página web FilmAffinity la película tiene una calificación de 6.5/10, basada en 1390 votos.

### Premios
| Premio                                                      | Categoría                                     | Nominado          | Resultado   | Ref.   |
| ----------------------------------------------------------- | --------------------------------------------- | ----------------- | ----------- | ------ |
| Premios del Cine Europeo                                    | Mejor director de fotografía europeo          | Adrian Biddle     | Ganador     | [ 9 ]  |
| Festival Internacional de Cine de Berlín                    | Oso de Plata a la mejor dirección             | Neil Jordan       | Ganador     | [ 10 ] |
| Festival Internacional de Cine de Berlín                    | Mención Especial (por Asombroso Protagonista) | Eamonn Owens      | Ganador     | [ 10 ] |
| Premios de la Asociación de Críticos de Cine de Los Ángeles | Mejor música                                  | Elliot Goldenthal | Ganador     | [ 11 ] |
| Premios de la Asociación de Críticos de Cine de Los Ángeles | Mejor película                                | The Butcher Boy   | Subcampeona | [ 11 ] |
| National Board of Review                                    | Top 10 Películas                              | The Butcher Boy   | Ganadora    | [ 12 ] |